# Řád islandského sokola
Řád islandského sokola (islandsky: Hin íslenska fálkaorða) je islandské státní vyznamenání založené v roce 1921 dánským a islandským králem Kristiánem X. Udílen je občanům Islandu i cizincům za služby státu či lidstvu obecně. Velmistrem řádu je úřadující prezident republiky.

## Historie a pravidla udílení
Chov a výcvik dravých ptáků byl v Evropě dlouho královským sportem. Zároveň je sokol považován za islandského národního ptáka. V letech 1903 až 1919 byl na státním znaku Islandu bílý sokol v modrém poli. Od roku 1920 byl sokol vyobrazen i na islandské královské vlajce.
Dánský král Kristián X. vládl Islandu do 17. června 1944. Během své státní návštěvy Islandu vydal král dne 3. července 1921 královský dekret o založení Řádu islandského sokola a stal se jeho velmistrem. Když se Island stal republikou, byly do statutu řádu 11. července 1944 začleněny nové stanovy. Nově se stal velmistrem řádu úřadující prezident Islandu. Řád může být udělen občanům Islandu i cizím státním příslušníkům za zásluhy o Island či za zásluhy na mezinárodní úrovni. Pětičlenná rada řádu vydává doporučení ohledně nominací, která předkládají velmistrovi řádu, který ocenění udílí. Velmistr však může řád udělit i bez doporučení rady. Předávání ocenění se obvykle koná 1. ledna a 17. června, ale může se uskutečnit i v jiné datum.
V případě že je držitel řádu povýšen do vyšší třídy, je povinen insignie nižší třídy vrátit. Stejně tak musí být insignie vráceny po smrti příjemce.

## Třídy
Řád je udílen v pěti třídách:
- řetěz s velkokřížem (Keðja ásamt stórkrossstjörnu) – Řádový odznak se nosí na řetězu. Řádová hvězda se nosí nalevo na hrudi. Tato třída je určen výhradně hlavám států a velmistrům řádu.
- velkokříž (Stórkross) – Řádový odznak se nosí na široké stuze spadající z ramene na protilehlý bok. Řádová hvězda se nosí nalevo na hrudi.
- komandér s hvězdou (Stórriddarakross með stjörnu) – Řádový odznak se nosí na stuze kolem krku. Řádová hvězda se nosí nalevo na hrudi.
- komandérský kříž (Stórriddarakross) – Řádový odznak se nosí na stuze kolem krku. Řádová hvězda této třídě již nenáleží.
- rytířský kříž (Riddarakross) – Řádový odznak se nosí na stužce na hrudi.

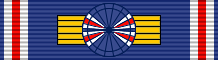
řetěz s velkokřížem
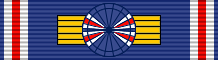
velkokříž
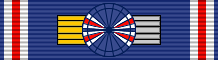
komandér s hvězdou
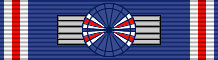
komandérský kříž
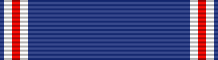
rytířský kříž

## Insignie
Řádový odznak se skládá z pozlaceného, bíle smaltovaného latinského kříže. Uprostřed je modře smaltovaný oválný medailon s vyobrazením sokola. Na zadní straně je v medailonu datum SEYTIANDI JUNI 1944 (17. červen 1944), které je datem založení Islandské republiky. Ke stuze je odznak připojen pomocí přechodového prvku ve tvaru stylizované lilie.
Řádový řetěz je vyrobený z pozlaceného kovu. Sestává z 25 článků se státním znakem Islandu, které se střídají se články v podobě modře smaltovaných disků s vyobrazením sokola, kterých je také 25.
Řádová hvězda je stříbrná a osmicípá. V případě třídy velkokříže je uprostřed hvězdy položen řádový odznak. U třídy komandéra je uprostřed hvězdy kulatý medailon s vyobrazením sokola na modrém pozadí.
Stuha je tmavě modrá. Na obou okrajích je lemována trojicí proužků v barvě bílé, červené a bílé. Svým barevným provedením tak odpovídá barvám islandské vlajky.